# Petrit Malaj
Petrit Malaj (ur. 12 grudnia 1961 we Wlorze) – albański aktor i polityk.

## Życiorys
W 1985 ukończył studia aktorskie w Instytucie Sztuk w Tiranie i rozpoczął pracę pedagoga w Instytucie. W latach 1995–1996 kształcił się w Akademii Teatralnej w Paryżu, a także w hiszpańskim Teatrze Murcja, staż aktorski odbył we włoskim Bari. Od 1998 kierował Wydziałem Sztuki Scenicznej w Akademii Sztuk w Tiranie i teatrem studenckim działającym w Akademii. W 2004 uzyskał tytuł profesora. W 2008 został wybrany rektorem Akademii Sztuk. W latach 1998–2002 wydał dwa podręczniki z zakresu sztuki aktorskiej.
Na dużym ekranie zadebiutował w 1981 epizodyczną rolą w filmie Qortimet e vjeshtes. Zagrał w jedenastu filmach fabularnych. W 1986 otrzymał nagrodę dla najlepszego aktora za rolę w filmie Rikarda Ljarji Kur hapen dyert e jetes. W 1979 za swoją działalność artystyczną został wyróżniony Orderem Naima Frasheriego.
Jest członkiem Socjalistycznej Partii Albanii. Od 2007 zasiada w radzie miejskiej Tirany, jako przedstawiciel dzielnicy Lapraka.
Żonaty od 1987 (żona Aneta), ma dwóch synów (Erion i Darti).

## Role filmowe
- 1981: Qortimet e vjeshtes jako Nazmi
- 1982: Besa e kuqe jako Petrit
- 1982: Nëntori i dytë jako Azem Boletini
- 1984: Gjurmë në dëborë jako Ilir
- 1984: Militanti jako Prenga
- 1984: Vendimi jako Sotir
- 1985: Dasma e shtyre jako Sokol
- 1986: Kur hapen dyert e jetes jako dr Bardhyl
- 1988: Hetimi vazhdon jako śledczy Bardhyl
- 1988: Balada e Kurbinit jako Dard Skura
- 1991: Bardhe e zi jako Edip
- 1991: Viktimat e Tivarit jako Bardhi
- 1998: Kolonel Bunker jako komendant obozu
- 2003: Lule të kuqe, lule të zeza jako Nils Sorgen
- 2008: Dhimbja e dashurise jako szef policji
- 2009: Lindje, perëndim, lindje jako wiceminister
- 2012: Në kërkim te kujt jako sędzia
- 2016: Inskenimi jako ojciec
- 2022: Shkëlqimi dhe rënia e shokut Zylo

## Publikacje
- 2001: Aktori, roli, figura (wspólnie z Kastriotem Çaushim)